# Nabil-i-Akbar
Nabil-i-Akbar (persisch نبيل الأكبر‎, * 29. März 1829 in Naw-Firist, Iran; † 6. Juli 1892 in Buchara, Usbekistan) war ein iranischer Bahai. Abdu’l Baha bezeichnete ihn als eine Hand der Sache Gottes und Shoghi Effendi ernannte ihn zu einem Apostel Baha’u’llahs.

## Leben
Aqa Muhammad-i-Qa’iní, der auch unter dem Namen Fádil-i-Qá’ini (der Gelehrte von Qá’in) bekannt war, erhielt später von Baha’u’llah den Namen Nabil-i-Akbar. Er wurde in dem Dorf Naw-Firist in der Nähe von Birdschand geboren.
Er schloss seine religiöse Erziehung bei namhaften Geistlichen in Maschhad ab, studierte dann fünf Jahre Philosophie in der Stadt Sabzevar in Razavi-Chorasan und machte sich 1852 auf dem Weg zu den heiligen Schreinen von Nadschaf und Kerbela im heutigen Irak, um seine Ausbildung zu beenden. Als er auf dem Weg dorthin in Teheran ankam, wurde er als Anhänger des Bab verhaftet. Obwohl seine Unschuld bewiesen werden konnte und er freikam, stand er ganz unter dem Eindruck der Ereignisse und beschloss, mehr darüber in Erfahrung zu bringen. 
Später bat ihn ein Anhänger des Bab einige Schriften des Bab zu kommentieren. Bald darauf, das heißt ungefähr im Jahre 1853 wurde Nabil-i-Akbar selbst ein Anhänger des Bab. Im Irak wurde Nabil-i-Akbar der Schüler eines Mudschtahids. Als einziger seiner Schüler wurde Nabil-i-Akbar in den Rang eines Mudschtahids erhoben. Auf dem Rückweg von den Schreinen besuchte er 1859 in Bagdad Baha’u’llah, der sich damals noch nicht erklärt hatte. Nabil-i-Akbar erkannte aber trotzdem den Rang Baha’u’llahs. Nach der Rückkehr Nabil-i-Akbars nach Qá’in lehrte er den Bahai-Glauben mit solch einer Inbrunst, dass sich viele Menschen dort erklärten und die Eifersucht der Kleriker erregten. Er wurde mehrmals gefangen genommen und musste mehrmals fliehen. 
Um 1874 bat Baha’u’llah Nabil-i-Akbar nach Akkon zu kommen. Zu seinen Ehren offenbarte Baha’u’llah während dieser Pilgerreise die „Tafel der Weisheit“ (enthalten in den Botschaften aus Akka). Baha’u’llah wies ihn nach der Pilgerreise an nach Persien zurückzukehren, um den Glauben zu lehren. In Sabzevar wurde er festgenommen, erhielt dann jedoch die Erlaubnis, die Stadt zu verlassen und nach Aşgabat zu gehen. Von dort reiste er mit Mirza Abu’l-Fadl nach Buchara, wo Nabil-i-Akbar 1892 starb und begraben wurde. Einige Jahre später wurden auf Anweisung Abdu’l Bahas die Überreste Nabil-i-Akbars nach Aşgabat überführt.